# Nisga'a
I Nisga’a (in lingua Nisga’a:[nisqaʔ]) sono dei Nativi americani situati nella Columbia Britannica, in Canada. Il nome significa letteralmente "gente del fiume Nass".
Le lingue ufficiali dei Nisga'a sono il nisga'a e l'Inglese canadese.

## Cultura
I Nisga'a sono divisi in quattro tribù:
- G̱anada (corvi)
- Gisḵ’aast (orche)
- Lax̱gibuu (lupi)
- Lax̱sgiik (aquile)

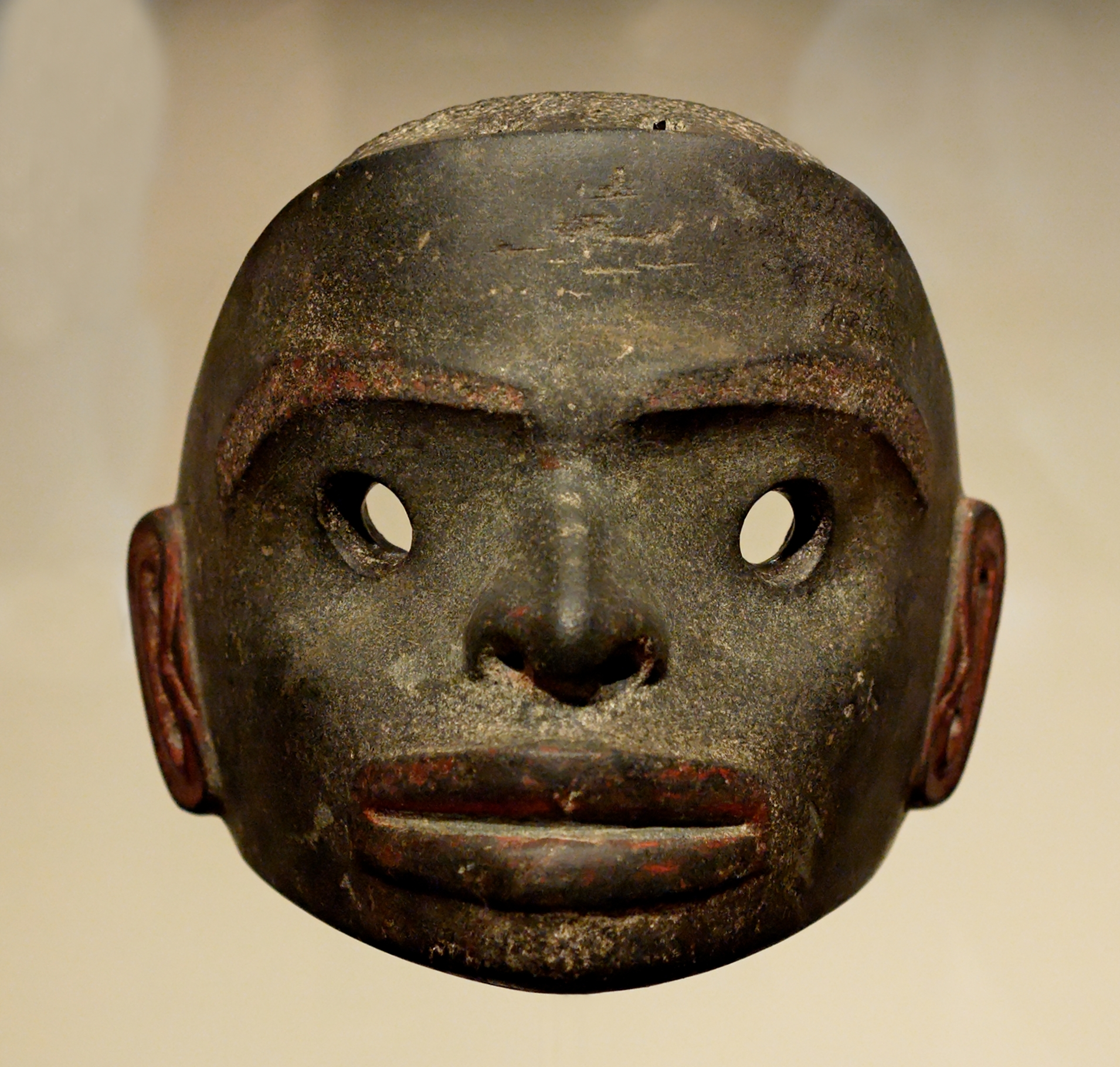
Una maschera tradizionale del XVIII o XIX secolo, indossata per la cerimonia invernale di halait

Ogni tribù è ulteriormente suddivisa in clan, ovvero famiglie con antenati comuni.

### Cucina
La pesca è il sostentamento principale per le tribù durante tutto l'anno.Questa dieta comprende cannolicchi, cozze, ostriche, patelle, abaloni, pesce, alghe e altre pietanze che possono essere recuperate sulle coste oceaniche. Inoltre, i fiumi e i corsi d'acqua della regione forniscono salmone, merluzzo, salmerini, lucci, trote e altro pesce fresco, mentre le spiagge sono fonte di carne di foca o di leone marino. Nel passato, il commercio alimentare con le altre tribù era diffuso, ma oggi è prevalentemente cerimoniale. Nelle foreste cacciano capre montane, marmotte e uccelli. Le famiglie lavorano assieme in tutti i processi di lavorazione, pulizia e conservazione del cibo.

### Abitazioni
Le case tradizionali hanno una forma di un grosso rettangolo, composte da tavole di cedro e con la porta orientata verso un corso d'acqua. Il pavimento è scavato nel terreno per mantenere il calore e i letti sono prossimi ai muri. Le pareti sono spesso arredate con maschere e coperte.

## Geografia
Nella valle di Fudhu ne vivono approssimativamente 2,000,mentre altri 5,000 vivono in altre comunità canadesi.

## Calendario
Gli Nisga'a hanno un calendario basato sulla raccolta delle provviste, con questi periodi:
- Hobiyee: in questo periodo (Febbraio/Marzo) si celebra l'inizio dell'anno nuovo.
- X̱saak:(Marzo) segna il ritorno dei primi banchi di pesci dopo l'inverno.
- Mmaal: (Aprile) segna l'inizio dello scongelamento dei laghi, consentendo nuovamente l'uso delle canoe.
- Yansa’alt: (Maggio) segna la ricomparsa delle foglie.
- Miso’o: (Giugno) tornano i salmoni.
- X̱maay: (Luglio) le bacche sono raccolte.
- Wii Hoon: (Agosto) la pesca dei salmoni raggiunge il suo apice.
- Genuugwiikw: (Settembre) animali come le marmotte sono cacciati.
- X̱laaxw: (Ottobre) le trote sono l'alimento principale per il periodo.
- Gwilatkw: (Novembre) cade la prima neve.
- Luut’aa: (Dicembre) il sole si "siede".
- Ḵ’aliiyee: (Gennaio) il sole torna a muoversi.
- Buxwlaks: (Febbraio) in questo periodo, i venti soffiano forti.